# 盛岡都市圏
盛岡都市圏（もりおかとしけん）とは、岩手県盛岡市を中心とする都市圏のこと。
北東北最大の都市圏であり、東北新幹線の停車する盛岡駅を中心に交通の要衝となっており、企業の出先機関などが集中している。

## 定義
一般的な都市圏の定義については都市圏を参照のこと。

### 都市雇用圏（10%通勤圏）
盛岡市を中心市とする都市雇用圏（10%通勤圏）の人口は約47万人（2015年国勢調査基準）。
通勤率が最も高い自治体は滝沢市の46.30%であり、以下は通勤率上位5つの自治体である。
| 順位 | 自治体 | 通勤率 |
| ---- | ------ | ------ |
| 1    | 滝沢市 | 46.3%  |
| 2    | 矢巾町 | 39.3%  |
| 3    | 紫波町 | 27.2%  |
| 4    | 雫石町 | 27.2%  |
| 5    | 岩手町 | 17.9%  |

都市雇用圏（10%通勤圏）の変遷
- 盛岡都市圏の10%通勤圏に入っていない自治体は、各統計年の欄で灰色かつ「-」で示す。

| 自治体 ('80) | 1980年                 | 1990年                 | 1995年                 | 2000年                 | 2005年                 | 2010年                 | 自治体 （現在） |
| ------------ | ---------------------- | ---------------------- | ---------------------- | ---------------------- | ---------------------- | ---------------------- | --------------- |
| 安代町       | -                      | -                      | -                      | -                      | -                      | 盛岡 都市圏 47万4395人 | 八幡平市        |
| 西根町       | -                      | -                      | 盛岡 都市圏 46万1605人 | 盛岡 都市圏 47万5541人 | -                      | 盛岡 都市圏 47万4395人 | 八幡平市        |
| 松尾村       | -                      | -                      | 盛岡 都市圏 46万1605人 | 盛岡 都市圏 47万5541人 | -                      | 盛岡 都市圏 47万4395人 | 八幡平市        |
| 岩手町       | 盛岡 都市圏 38万2706人 | 盛岡 都市圏 41万8459人 | 盛岡 都市圏 46万1605人 | 盛岡 都市圏 47万5541人 | 盛岡 都市圏 45万0392人 | 盛岡 都市圏 47万4395人 | 岩手町          |
| 滝沢村       | 盛岡 都市圏 38万2706人 | 盛岡 都市圏 41万8459人 | 盛岡 都市圏 46万1605人 | 盛岡 都市圏 47万5541人 | 盛岡 都市圏 45万0392人 | 盛岡 都市圏 47万4395人 | 滝沢市          |
| 玉山村       | 盛岡 都市圏 38万2706人 | 盛岡 都市圏 41万8459人 | 盛岡 都市圏 46万1605人 | 盛岡 都市圏 47万5541人 | 盛岡 都市圏 45万0392人 | 盛岡 都市圏 47万4395人 | 盛岡市          |
| 盛岡市       | 盛岡 都市圏 38万2706人 | 盛岡 都市圏 41万8459人 | 盛岡 都市圏 46万1605人 | 盛岡 都市圏 47万5541人 | 盛岡 都市圏 45万0392人 | 盛岡 都市圏 47万4395人 | 盛岡市          |
| 都南村       | 盛岡 都市圏 38万2706人 | 盛岡 都市圏 41万8459人 | 盛岡 都市圏 46万1605人 | 盛岡 都市圏 47万5541人 | 盛岡 都市圏 45万0392人 | 盛岡 都市圏 47万4395人 | 盛岡市          |
| 雫石町       | 盛岡 都市圏 38万2706人 | 盛岡 都市圏 41万8459人 | 盛岡 都市圏 46万1605人 | 盛岡 都市圏 47万5541人 | 盛岡 都市圏 45万0392人 | 盛岡 都市圏 47万4395人 | 雫石町          |
| 矢巾町       | 盛岡 都市圏 38万2706人 | 盛岡 都市圏 41万8459人 | 盛岡 都市圏 46万1605人 | 盛岡 都市圏 47万5541人 | 盛岡 都市圏 45万0392人 | 盛岡 都市圏 47万4395人 | 矢巾町          |
| 紫波町       | 盛岡 都市圏 38万2706人 | 盛岡 都市圏 41万8459人 | 盛岡 都市圏 46万1605人 | 盛岡 都市圏 47万5541人 | 盛岡 都市圏 45万0392人 | 盛岡 都市圏 47万4395人 | 紫波町          |

- 1992年に都南村が、2006年に玉山村が盛岡市に編入された。
- 滝沢村は2014年1月1日に単独市制移行した。

### 市外局番
盛岡市、滝沢市、岩手郡雫石町、紫波郡紫波町・矢巾町は「019」、八幡平市・岩手郡岩手町は「0195」となっている（二戸地区と同じ市外局番だが管轄交換局が二戸地区とは別であるため、八幡平市、岩手郡岩手町・葛巻町から二戸地区=二戸市、二戸郡一戸町、九戸郡軽米町・九戸村の固定電話番号へ電話する場合は「0195」を押さなければならない）。
電話帳はタウンページが「岩手県中央版」として盛岡都市圏の市町村を収録。ハローページは県内各市町村毎に発行されている（一部タウンページと統合発行している地域あり）。

### 行政のつながり
盛岡市と八幡平市、滝沢市、雫石町、葛巻町、岩手町、紫波町、矢巾町がそれぞれ連携協約を結び、みちのく盛岡広域連携中枢都市圏を形成している。

## 管轄警察署および消防署

### 警察署
- 岩手県警察
  - 盛岡東警察署（盛岡市の北上川以東および雫石川以南・都南地域・玉山地域を管轄）
  - 盛岡西警察署（盛岡市の北上川以西および雫石川以北・盛岡市繋地区・滝沢市・雫石町を管轄）
  - 紫波警察署（紫波郡紫波町・矢巾町を管轄）
  - 岩手警察署（岩手郡岩手町・葛巻町・八幡平市を管轄）

### 消防署
- 盛岡地区広域消防組合消防本部
  - 盛岡中央消防署
  - 葛巻分署
  - 岩手分署
  - 盛岡西消防署
  - 雫石分署
  - 盛岡南消防署
  - 矢巾分署
  - 滝沢消防署
  - 八幡平消防署
  - 紫波消防署

## 主な交通機関

### 鉄道
- 新幹線：東北新幹線、秋田新幹線
- 在来線：東北本線、田沢湖線、花輪線、山田線、いわて銀河鉄道線

### 盛岡発着の主な高速バス路線
- ドリーム盛岡 (らくちん) 号（東京・横浜）
- アーバン号（仙台）
- あすなろ号（青森）
- ヨーデル号（弘前）
- みちのく号（大館）
- 久慈こはく号（久慈）
- 八盛号（八戸）
- 花巻空港線（盛岡駅東口発着・花巻空港駅経由=花巻空港駅前停留所では空港行きが乗車のみ、盛岡行きが降車のみ扱い。航空便に接続運行しダイヤは毎月変更）
- 八幡平散策バス（八幡平頂上・松川温泉、夏期のみ運行）
- 安比高原線（安比高原スキー場、冬期のみ運行）

### 盛岡発着の一般道長距離バス路線
- 白樺号（国道281号経由、葛巻・久慈）
- 106急行バス（宮古・山田）
- 千厩線（千厩）
- 大船渡線（遠野・住田・大船渡）
- 早坂高原線（岩泉・龍泉洞）
- 山伏線（沢内・湯本温泉・ほっとゆだ駅）
- 雫石スキー場線（雫石スキー場、冬期のみ運行）
- 小岩井農場・網張温泉線（小岩井農場・網張温泉）

### 盛岡都市圏の市内路線バス網
- 岩手県交通
  - 松園営業所
    - 松園バスターミナル

  - 滝沢営業所
    - 巣子車庫

  - 都南営業所
  - 矢巾営業所
    - 都南バスターミナル

  - 雫石営業所
  - 紫波営業所

- 岩手県北バス
  - 盛岡営業所
  - 盛岡南営業所
  - 沼宮内営業所
  - 八幡平営業所

- 盛岡バスセンター

### 主要道路網

#### 高速道路
- 東北自動車道
  - 盛岡IC
  - 盛岡南IC
  - 滝沢IC
  - 紫波IC
  - 西根IC
  - 松尾八幡平IC

#### 一般道路（国道・県道・主要市町村道）
- 国道4号
  - 日詰バイパス
  - 盛岡バイパス（NHK前十字路 - 終点まで国道281号および国道282号重複）
  - 分レバイパス（国道281号重複）
  - 渋民バイパス（国道281号重複）
  - 岩手川口バイパス（国道281号重複）
  - 沼宮内バイパス（国道281号重複）

盛岡市を起点とする国道
- 国道46号
  - 大釜バイパス（岩手県道・秋田県道1号盛岡横手線重複）
  - 盛岡西バイパス
  - 雫石バイパス
- 国道281号（岩手町沼宮内まで国道4号と重複）
- 国道282号（滝沢市分レ南十字路まで国道4号および国道281号重複）
  - 一本木バイパス
  - 西根バイパス
  - 乙部バイパス
- 国道455号
  - 北山バイパス
  - 早坂峠道路
- 国道456号（起点 - 紫波町栃内Y字路まで国道396号重複）

盛岡市を終点とする国道
- 国道106号
- 国道396号（紫波町栃内Y字路 - 終点まで国道456号重複）
  - 乙部バイパス

盛岡都市圏を通る主な県道
- 岩手県道・秋田県道1号盛岡横手線
- 岩手県道2号盛岡停車場線
- 岩手県道13号盛岡和賀線
- 岩手県道16号盛岡環状線
- 岩手県道17号岩手平舘線
- 岩手県道・秋田県道23号大更八幡平線
- 岩手県道25号紫波江繋線
- 岩手県道36号上米内湯沢線
- 岩手県道43号盛岡大迫東和線
- 岩手県道45号柏台松尾線
- 岩手県道46号紫波インター線
- 岩手県道111号日詰停車場線
- 岩手県道119号仙北町停車場線
- 岩手県道120号不動盛岡線
- 岩手県道128号厨川停車場線
- 岩手県道129号好摩停車場線
- 岩手県道130号大釜停車場線
- 岩手県道131号小岩井停車場線
- 岩手県道132号上盛岡停車場線
- 岩手県道152号古舘停車場線
- 岩手県道157号岩手川口停車場線
- 岩手県道158号藪川川口線
- 岩手県道162号紫波雫石線
- 岩手県道169号渋民川又線
- 岩手県道172号盛岡鶯宿温泉線
- 岩手県道191号大更停車場線
- 岩手県道・秋田県道194号西山生保内線
- 岩手県道198号志和石鳥谷線
- 岩手県道204号大志田停車場線
- 岩手県道205号不動矢巾停車場線
- 岩手県道207号矢巾停車場線
- 岩手県道208号大ケ生徳田線
- 岩手県道211号雫石停車場線
- 岩手県道212号雫石東八幡平線
- 岩手県道219号網張温泉線
- 岩手県道220号氏子橋夕顔瀬線
- 岩手県道223号盛岡滝沢線
- 岩手県道227号田代平西根線
- 岩手県道228号佐比内彦部線
- 岩手県道233号焼走り線
- 岩手県道234号花巻雫石線
- 岩手県道253号元木江刈内線
- 岩手県道257号岩手大更線
- 岩手県道258号繋温泉線
- 岩手県道278号鵜飼安達巣子線
- 岩手県道281号矢巾西安庭線
- 岩手県道285号盛岡石鳥谷線
- 岩手県道301号渋民田頭線
- 岩手県道502号盛岡矢巾自転車道線

主要幹線市町村道
- 盛岡市道上田深沢線
- 盛岡市道黒石野門前寺線
- 盛岡市道松園中央線
- 盛岡市道上の橋三ツ割緑が丘線
- 盛岡市道箱清水一丁目・厨川一丁目1号線
- 盛岡市道向中野東仙北線
- 盛岡市道岩山線
- 盛岡市道盛岡競馬場線
- 盛岡市道岩手飯岡停車場線
- 盛岡市道中屋敷町青山停車場線
- 盛岡市道盛岡停車場前九年線
- 盛岡市道・滝沢市道渋民停車場一本木線
- 滝沢市道・盛岡市道・矢巾町道・紫波町道西部開拓線（志和稲荷街道）
- 盛岡市道・滝沢市道厨川土沢線
- 盛岡市道・滝沢市道上堂平蔵沢線
- 盛岡市道・滝沢市道青山土沢線（国分通り）
- 盛岡市道・滝沢市道前潟境橋線
- 滝沢市道境橋ゆとりが丘線
- 滝沢市道平蔵沢一本柳線

### その他
- 国土交通省東北運輸局岩手運輸支局
  - 紫波郡矢巾町流通センター南にあり、岩手県全域における乗用車ナンバー登録を取り扱っている。ここで交付されるナンバープレートの地名表記はこれまで全て「岩手」だったが、2014年11月17日よりご当地ナンバー交付が開始され、盛岡市・八幡平市・滝沢市・矢巾町・紫波町へ新規登録した乗用車には「盛岡」ナンバーが、奥州市・一関市・金ケ崎町・平泉町へ新規登録した乗用車には「平泉」ナンバーがそれぞれ交付される。
  - 盛岡都市圏においては雫石町・岩手町・葛巻町が「盛岡」ナンバー交付対象外となっており、これら地区への登録車両には従前通り「岩手」ナンバーが交付される。

## メディア

### テレビ・ラジオ
※岩手県は情報格差の解消が比較的遅れ、民放TVが4局出揃ったのは（岩手朝日テレビが開局した）1996年10月1日である。全局が本社および演奏所を盛岡市に置いている（mitは本社・演奏所を開局当初水沢市=現・奥州市水沢に置いていたが、のちにそれら機能は現在の盛岡市へ移転。奥州市水沢の旧mit本社跡建物は「めんこい美術館」に衣替え）。
- IBC岩手放送（JNN・JRN・NRN系列。1953年12月25日ラジオ開局、1959年9月1日TV開局）→JNN系列局の無い秋田県の全国報道取材も行っている（大事件・大災害発生時はTBC・TUY・ATVがJNN取材団として加わる場合あり）。
- TVI テレビ岩手（NNN系列、1969年12月1日開局。開局当初は茶畑二丁目に本社演奏所があったが、のちに現在地の内丸へ移転。FMIの筆頭株主）
  - FMI エフエム岩手（JFN系列・1985年10月1日開局。本社・演奏所は開局当初盛岡駅前通の小岩井明治安田ビル2階にあったが、2006年に現在のTVI本社ビル7階に移転）
- mit 岩手めんこいテレビ（FNN系列、1991年4月1日開局）→FNN系列局の無い青森県の全国報道取材も行っている（大事件・大災害発生時はOX・AKTがFNN取材団として加わる場合あり）
  - ラヂオもりおか（J-WAVE系列:コミュニティFM。mit主催のイベントCMも放送）
- IAT 岩手朝日テレビ（ANN系列、1996年10月1日開局）
- NHK盛岡放送局

#### 盛岡都市圏にある放送送信所・中継局
※斜体表記は2011年7月24日を以て廃局となる送信所。
- 紫波新山（在盛TVおよびFMの親局）

* 盛岡繋テレビ中継局
- 盛岡浅岸テレビ中継局

* 盛岡松園北テレビ中継局
- 盛岡川目テレビ中継局

* 盛岡松園南テレビ中継局
- 雫石テレビ中継局
- 西根松尾中継局
- 岩手沼宮内テレビ中継局
- 岩手大坊テレビ中継局
- 谷地山テレビ中継局
- IBC岩手放送矢巾ラジオ送信所
- NHK矢巾ラジオ放送所
- ラヂオもりおか岩山送信所

### ケーブルテレビ
- 岩手ケーブルテレビジョン（都南地区、玉山地区を除く盛岡市のほぼ全域と、滝沢市の一部をサービスエリアとする岩手県最大のケーブルテレビ会社）
- テレビ都南（盛岡市のうち都南地区をサービスエリアとする盛岡市直営のケーブルテレビ局だった。アナログテレビ放送終了と同時に2011年7月24日を以て廃止）

### 新聞・タウン誌
- 岩手日報（盛岡市に本社を置き、岩手県全域を取材・購読対象地域とする地方紙）
- 盛岡タイムス（盛岡市に本社を置き、盛岡都市圏を取材・購読対象地域とする地方紙）
- 岩手日日盛岡支局（一関市に本社を置き、花巻市以南の岩手県内陸南部を取材・購読対象地域とする地方紙）
- 日刊岩手建設工業新聞（盛岡市に本社を置き、土・日・祝日以外の平日のみ発行されている業界紙）
- デーリー東北盛岡支局（青森県八戸市に本社を置き、岩手県二戸・久慈地区と青森県三八上北地方を取材・購読対象地域とする地方紙）
- 河北新報盛岡総局（仙台市に本社を置き、東北全域を取材・購読対象地域とするブロック紙）
- 月刊acute
- マ・シェリ（毎週木曜日発行。mitおよびラヂオもりおかとの繋がりが深く、両局の番宣記事も掲載）
- 毎日新聞盛岡支局
- 朝日新聞盛岡総局
  - 日刊スポーツ盛岡支局
- 読売新聞盛岡支局
- 産経新聞盛岡支局
- 日本経済新聞盛岡支局

## 郵便
- 盛岡中央郵便局（〒020-8799 郵便事業盛岡支店・岩手県内集配地域区分局。盛岡市内は020-00xx・020-02xx・020-03xx・020-08xx地域を管轄。なお020-01xx地域(盛岡北局)にも当局が回収担当となっている郵便ポストあり）
  - 集配特定局
    - 乙部郵便局（〒020-0499 郵便事業乙部集配センター。盛岡市のうち020-04xx地域を管轄）
    - 好摩郵便局（〒028-4199 郵便事業好摩集配センター。盛岡市（玉山地域）のうち028-41xx地域を管轄）
    - 藪川郵便局（〒028-2799 郵便事業藪川集配センター。盛岡市（玉山地域）のうち028-27xx地域を管轄）
    - 岩手川口郵便局（〒028-4299 郵便事業川口集配センター。岩手町のうち028-42xx地域を管轄）
    - 沼宮内郵便局（〒028-4399 郵便事業沼宮内集配センター。岩手町のうち028-43xx地域を管轄）
    - 葛巻郵便局（〒028-5499 郵便事業葛巻集配センター。028-54xx地域=葛巻町全域を管轄）
    - 矢幅郵便局（〒028-3699 郵便事業矢幅集配センター。028-36xx地域=矢巾町全域を管轄）
    - 門馬郵便局（〒028-2699 郵便事業門馬集配センター。028-26xx地域=宮古市・旧川井村域西部を管轄）
- 盛岡北郵便局（〒020-0199 郵便事業盛岡北支店。020-01xx・020-06xx・020-07xx地域=盛岡市の一部と滝沢市全域を管轄）
  - 集配特定局
    - 雫石郵便局（〒020-0599 郵便事業雫石集配センター。020-05xx=雫石町全域を管轄）
    - 大更郵便局（〒028-7199 郵便事業大更集配センター。八幡平市のうち028-71xx地域=旧西根町域南部を管轄）
    - 平舘郵便局（〒028-7499 郵便事業平舘集配センター。八幡平市のうち028-74xx地域=旧西根町域北部を管轄）
    - 松尾郵便局（〒028-7399 郵便事業松尾集配センター。八幡平市のうち028-73xx地域=旧松尾村域を管轄）
    - 荒屋郵便局（〒028-7599 郵便事業荒屋集配センター。八幡平市のうち028-75xx地域=旧安代町域東部を管轄）
    - 田山郵便局（〒028-7699 郵便事業田山集配センター。八幡平市のうち028-76xx地域=旧安代町域西部を管轄）

## スポーツ施設
- 岩手県営野球場（盛岡市・東北楽天ゴールデンイーグルス主催のパリーグ公式戦と夏の高校野球岩手大会も開催）
- 岩手県営運動公園（盛岡市）
- 盛岡南公園球技場（盛岡市）
- 盛岡市総合アリーナ（盛岡市）
- 盛岡市アイスリンク（盛岡市）
- 盛岡市立総合プール（盛岡市）
- 盛岡市営野球場（盛岡市）
- ゆぴあす（余熱利用温水プール・盛岡市）
- 滝沢市総合運動公園（滝沢市）
- 八幡平市総合運動公園（八幡平市・「夏の高校野球岩手大会」会場）
- 雫石町総合運動公園（岩手郡雫石町）
- 岩手県営屋内温水プール「ホットスイム」（岩手郡雫石町）
- 紫波町総合運動公園（紫波郡紫波町）
- 岩手町総合運動公園（岩手郡岩手町）